# Christian Frei
Christian Frei (* 1959 in Schönenwerd, Kanton Solothurn) ist ein Schweizer Filmautor, Filmregisseur und Filmproduzent. 1984 gründete er seine eigene Firma «Christian Frei Filmproduktionen GmbH». Von 2006 bis 2023 ist Christian Frei Lehrbeauftragter für Reflexionskompetenz an der Universität St. Gallen. Von 2006 bis 2009 Präsident des Begutachtungsausschusses «Dokumentarfilm» des Bundesamtes für Kultur. Von 2010 bis 2022 Präsident der Schweizer Filmakademie. Christian Frei lebt und arbeitet in Zürich.

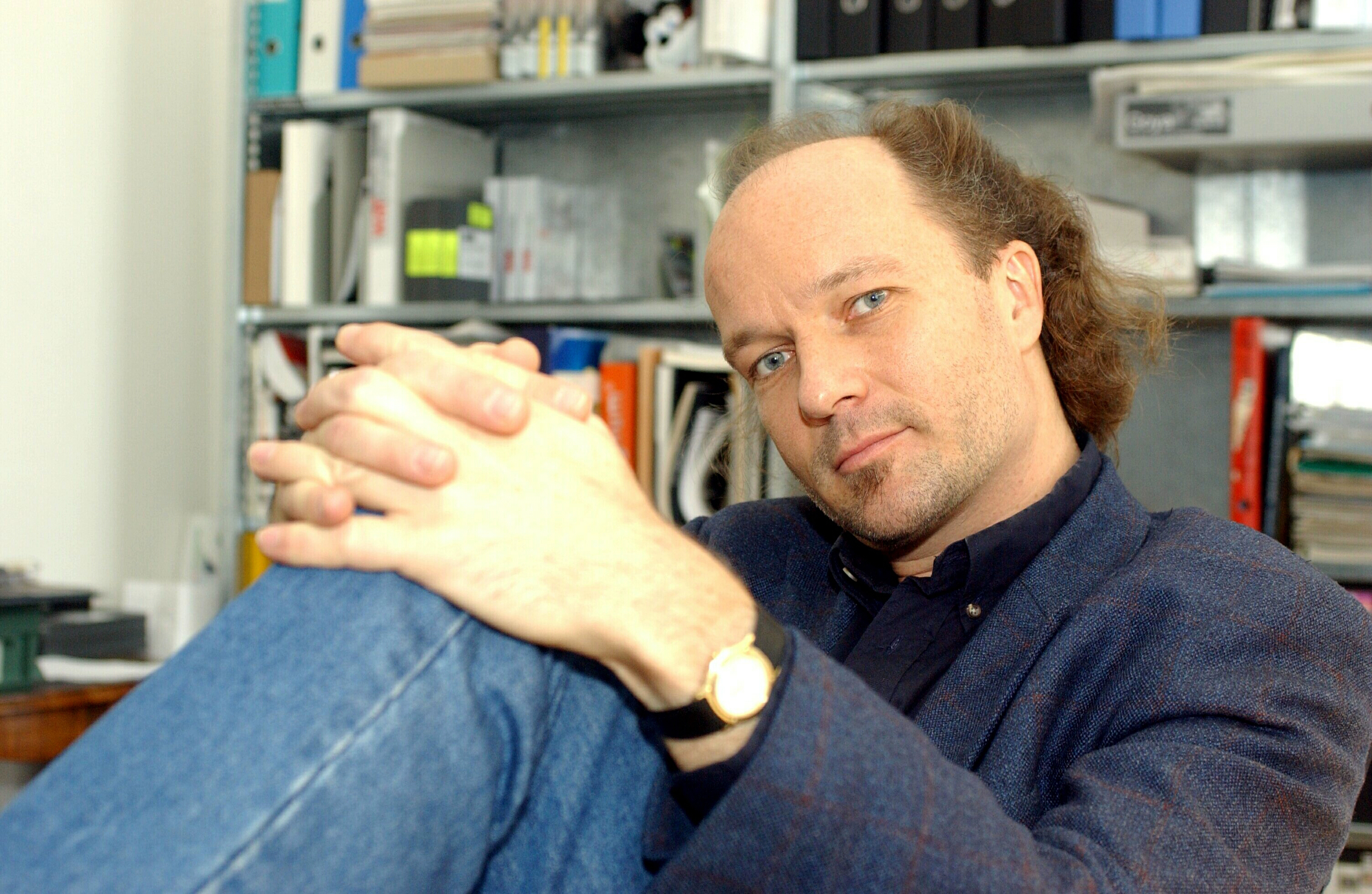
Christian Frei, 2012

## Leben und Werk
Christian Frei hat an der Universität Freiburg (Schweiz) audiovisuelle Medien studiert. 1981 realisierte er mit Die Stellvertreterin seinen ersten Dokumentarfilm. Nach der Co-Regie mit Ivo Kummer bei Fortfahren arbeitet er seit 1984 als freischaffender Filmemacher und Produzent. Mit Der Radwechsel folgte ein weiterer Kurzfilm, bevor 1997 sein erster langer Dokumentarfilm entstand: Ricardo, Miriam y Fidel ist das Porträt eines Vaters und seiner Tochter in Kuba, die zwischen der Loyalität zu den Idealen der Revolution und dem Wunsch nach Auswanderung in die USA hin- und hergerissen sind.
War Photographer markierte 2001 einen Wendepunkt in der Karriere des Regisseurs und verhalf ihm mit einer Oscar-Nominierung und zahlreichen Preisen zu seinem internationalen Durchbruch. Zwei Jahre lang begleitete Frei den Fotografen James Nachtwey an unterschiedlichen Konfliktschauplätzen und zeigte ihn dabei als eher schüchternen, zurückhaltenden Menschen, der nicht dem verbreiteten Bild eines zynischen Draufgängers entspricht. Frei spielte mit der Rolle des Zuschauers und konfrontierte ihn mit der Ambivalenz der Kriegsfotografie und mit der Frage nach der Rolle der Medien. Der Film appelliert an das Mitgefühl des Betrachters und versucht eine dokumentarische Annäherung an den Krieg selber. War Photographer ist der erste Schweizer Dokumentarfilm, der eine Oscar-Nominierung erhalten hat. Er stiess bei Publikum und Kritik weltweit auf grosses Echo und gilt heute als Klassiker. Frei erhielt 2003 für diesen Film einen Sonderpreis bei der Verleihung des Grimme-Preises, bei Dokumentarfilmfestivals in Südafrika und Gent wurde der Film gleichfalls mit Preisen ausgezeichnet. Der Kameramann Peter Indergand wurde für seine Arbeit für einen Emmy nominiert. Der Film erhielt den Peabody Award, gewann Preise an zwölf internationalen Filmfestivals, wurde in acht Ländern der Welt im Kino und in zweiundfünfzig Ländern im Fernsehen gezeigt.
2004 wurde Christian Frei von Lars von Trier angefragt, ob er eine Dokumentation für dessen Inszenierung des Ring des Nibelungen an den Bayreuther Festspielen machen würde. Trier wollte Frei für dieses Projekt engagieren, weil er ein «Minenspezialist» sei. Die Inszenierung platzte aber und damit kam auch das Projekt nicht zustande.
Mit The Giant Buddhas (Im Tal der grossen Buddhas) folgte 2005 erneut ein Werk mit politischem Inhalt und globalem Kontext: Der Film über die Zerstörung der berühmten Buddha-Statuen von Bamiyan in Afghanistan war auch ein Essay über «Glauben und Fanatismus, Toleranz und Terror, Identität und Ignoranz, über die Vergänglichkeit und unsere armseligen Versuche, uns ihr zu widersetzen». Mit diesem Film gewann Christian Frei einen Preis beim Leipziger Dokumentarfilmfestival und trat beim Sundance Film Festival an. Sowohl mit War Photographer als auch mit The Giant Buddhas war er für den Schweizer Filmpreis nominiert.
2010 gewann Christian Frei beim Sundance Film Festival für Space Tourists (2009) den Regiepreis. Der Film kontrastiert die Welt schwerreicher Weltraumtouristen mit jener von kasachischen Raketenschrottsammlern, die sich unter schwierigen Bedingungen auf die Suche nach den Raketenstufen machen. Kritiker sprachen von einem "atemberaubenden" Film voller "sensationeller Einblicke", der Freis Ruf als einem der originellsten und innovativsten Reporter der Gegenwart festige.
2014 feierte Sleepless in New York seine Premiere im Wettbewerb des Internationalen Dokumentarfilmfestival Visions du Réel in Nyon. Christian Frei arbeitete auch für diesen Dokumentarfilm, in dem drei an Liebeskummer leidende Personen von ihrem Trennungsschmerz erzählen, mit dem Kameramann Peter Indergand zusammen. Für diesen Film entwickelten sie gemeinsam eine Spezialkamera mit Sphärenspiegel, um die Einsamkeit der Liebeskranken visuell erlebbar zu machen. Die Untersuchungen der US-amerikanischen Anthropologin Helen Fisher ergänzen die tagebuchähnlichen Kommentare der Protagonisten. Fisher erforscht hirnphysiologische Prozesse von romantischen Gefühlen.
2016 produzierte Christian Frei Raving Iran der Nachwuchsregisseurin Susanne Regina Meures. Der Dokumentarfilm begleitet zwei iranische DJs in Teherans Underground-Technoszene. Der Film gewann zahlreiche Publikums- und Jurypreise an internationalen Festivals sowie einen «First-Step»-Nachwuchspreis.
Der Dokumentarfilm Genesis 2.0 feierte im Januar 2018 am Sundance Film Festival seine Weltpremiere und erhielt den World Cinema Documentary Special Jury Award for Cinematography. Für die Kameraführung verantwortlich waren der Schweizer Kameramann Peter Indergand und der russische Filmemacher und Ko-Regisseur des Films Maxim Arbugaev. Genesis 2.0. geht Mammutjägern auf der abgelegenen Inselgruppe Neusibirische Inseln sowie DNA-Forschern und Molekularbiologen in Südkorea, China und in den USA nach.

## Zitat
«Ob bei Höhlenbewohnern im afghanischen Tal der gesprengten Buddha-Statuen, bei kubanischen Revolutionären oder bei Kriegsfotografen: Mich interessiert die ‘Tektonik des Menschlichen’, das was uns Menschen trennt und verbindet. Orte und Situationen, in denen sich das Furchtbare und das Grossartige des Menschen realisieren und visualisieren.»

«Auf globalem Level hat das Scheitern des Sozialismus als Alternative zur Konsum-gesellschaft eine klaffende Leerstelle hinterlassen, die eine ganze Generation betrifft. (…) Das Scheitern der Suche nach dem Glück scheint unvermeidlich. Falls es eine Botschaft des Films Ricardo, Miriam y Fidel gibt, dann liegt sie bei der Ambivalenz der Gefühle.»

«Die Realität ist viel reicher, vielschichtiger, ambivalenter und paradoxer, einfach spannender als das, was uns das Stereotyp des Spielfilms oft erzählt. (…) Ich mute in meinen Filmen den ZuschauerInnen diese Ambivalenzen und Komplexitäten zu. Und gleichzeitig möchte ich grosses Gefühlskino machen.»

## Filmografie
- Die Stellvertreterin (1981)
- Fortfahren (1982)
- Der Radwechsel (1984)
- Ricardo, Miriam y Fidel (1997)
- Kluge Köpfe (1998)
- Bollywood im Alpenrausch – Indische Filmemacher erobern die Schweiz (2000)
- War Photographer (2001)
- Im Tal der grossen Buddhas (Originaltitel The Giant Buddhas) (2005)
- Space Tourists (2009)
- Sleepless in New York (2014)
- Heidi beim Geräuschemacher (2016)
- Genesis 2.0 (2018), Co-Regie Maxim Arbugaev
- Blame (2025)

## Auszeichnungen (Auswahl)
- 2021 Ehrendoktor in Social Sciences der Universität St. Gallen[16]

Ricardo, Miriam y Fidel
- Basic Trust International Human Rights Film Festival Ramallah-Tel Aviv 2000: Gewinner Publikumspreis

War Photographer
- Oscar Academy Awards 2002: Nominated Best Documentary Feature
- Gregory Foster Peabody Award 2003
- Emmy 2004: Nomination Award for Cinematographer Peter Indergand
- Adolf Grimme-Preis 2003: Sonderpreis des Ministeriums für Städtebau und Wohnen, Kultur und Sport des Landes NRW
- Durban International Film Festival 2002: Bester Dokumentarfilm
- Cologne Conference Internationales Fernseh- und Filmfest Köln 2002: Phoenix Preis Best Non-Fiction
- Rehoboth Beach Independent Film Festival 2002: Publikumspreis
- Viewpoint Filmfestival Gent 2002: Bester Film
- European Documentary Film Festival Oslo 2003: Eurodok Award
- Dokufest Prizren Documentary and Short Film Festival 2003: Bester Film
- British Documentary Awards 2002: Shortlisted The Grierson Award Category International Documentary
- Schweizer Filmpreis 2002: Nominiert für den Schweizer Filmpreis Quartz in der Kategorie «Bester Dokumentarfilm»
- Docaviv Tel Aviv International Documentary Film Festival: Bester Film
- Sichuan TV Festival: Gold Panda Award Best Long Documentary
- Mountainfilm in Telluride 2003: Voice of Humanity Award

The Giant Buddhas
- DOK Leipzig 2005: Silberne Taube
- Dokufest Prizren 2006: 1. Preis ex aequo
- Trento Film Festival 2006: Silberner Enzian
- Tahoe/Reno International Film Festival 2006: Best of the Fest - Documentary
- Sundance Film Festival 2006: Nominiert für den Großen Preis der Jury für Kinodokumentationen
- Schweizer Filmpreis 2006: Nominiert für den Schweizer Filmpreis Quartz in der Kategorie «Bester Dokumentarfilm»

Space Tourists
- DOC: The Documentary Channel 2012: Jury-Preis «Best of Doc»
- Cervino Cine Mountain International Mountain Film Festival 2011: Miglior Grand Prix dei Festival 2011
- Beldocs Belgrad 2010: Best Photography Award
- Berg- und Abenteuerfilmfestival Graz 2010: Grand Prix Documentary Feature
- Regio Fun Film Festival Katowice 2010: 2nd Award Documentary Film Competition
- European Documentary Film Festival Oslo 2010: Eurodok Award
- Sundance Film Festival Park City 2010: Regiepreis
- EBS International Documentary Film Festival Seoul 2010: Spezialpreis der Jury
- Schweizer Filmpreis 2010: Nominiert für den Schweizer Filmpreis Quartz in der Kategorie «Bester Dokumentarfilm»

Genesis 2.0
- Sundance Film Festival 2018: World Cinema Documentary Special Jury Award for Cinematography (Maxim Arbugaev und Peter Indergand)
- Internationales Filmfestival Moskau 2018: Publikumspreis
- DocUtah International Film Festival 2018: Bester ausländischer Film[17]
- Zürcher Filmpreis 2018: Auszeichnung Zürcher Filmpreis
- Budapest International Documentary Film Festival 2019: Hauptpreis Sektion «Naked Truth»[18]
- Schweizer Filmpreis 2019: Nominierung in der Kategorie Bester Dokumentarfilm